# 魯西科伊萬尼夫卡
46°22′16″N 29°45′55″E / 46.37111°N 29.76528°E
魯斯科-伊萬尼夫卡（烏克蘭語：Руськоіванівка）是位於烏克蘭西南部的村莊，由敖德萨州裡比爾霍羅德-德涅斯特羅夫斯基區的舊科扎切市鎮負責管轄。該村始建於1824年，面積5.96平方公里，2001年人口1,613，人口密度每平方公里270.64人。